# Ballonti (arroyo)
Ballonti o Capetillo es un arroyo situado en Vizcaya, que es afluente por la izquierda del río Galindo. También se conocía al arroyo como Ibaionti.

## Recorrido
Nace en la cara sur del monte Serantes, en el municipio de Santurce, van a dar a él las aguas del arroyo Capetillo, nacido en el barrio de Sanfuentes de Abanto Ciérvana.
Después de dejar Santurce, donde recibe hasta tres nombres distintos según el tramo (La Magdalena, desde su nacimiento hasta su confluencia con el arroyo Sorías; Molino de Mello, desde ese punto hasta cruzar la carretera de acceso a Cabieces; y Balleni, desde ese punto hasta llegar a Portugalete), su recorrido crea la frontera entre Portugalete y Valle de Trápaga. Al final, desemboca por la izquierda en el río Galindo en Sestao, al oeste del barrio de Beurco en Baracaldo.

## Industria e infraestructura
Su valle, otrora fértil, hoy en día acoge grandes industrias en sus márgenes; esto ha conllevado a la contaminación del arroyo.
La Diputación Foral de Vizcaya construyó la carretera denominada como "Eje Ballonti", paralela al arroyo y que discurre por la Margen Izquierda, para descongestionar el tráfico.